# 安行藤八
安行藤八（あんぎょうとうはち）は、埼玉県川口市の大字。郵便番号は334-0051。

## 地理
川口市の東部に位置し草加市と隣接する。伝右川が東境を流れる。ほぼ全域が宅地化している。「安行藤八の獅子舞」は川口市指定無形民俗文化財となっている。

## 沿革
もとは江戸期より存在した足立郡に属する新田村名の藤八新田であった。発足当初は藤八谷と称されていたと云う。地名は『新編武蔵風土記稿』によると当地を開拓した人物名に由来する。
- 1871年（明治4年）11月13日 - 第1次府県統合により埼玉県の管轄となる。
- 1879年（明治12年）3月17日 - 郡区町村編制法により成立した北足立郡に属す。郡役所は浦和宿に設置。
- 1889年（明治22年）4月1日 - 町村制施行より、北足立郡安行村など周辺町村と合併し、安行村が成立。安行村の大字藤八新田となる。
- 1956年（昭和31年）4月1日 - 安行村が川口市に編入され、大字藤八新田は川口市の大字となり、安行藤八と改称された。
- 1967年（昭和42年）12月1日 - 地内の祭事である「安行藤八の獅子舞」が市指定無形民俗文化財に指定される[4]。

## 世帯数と人口
2018年（平成30年）3月1日現在の世帯数と人口は以下の通りである。
| 大字     | 世帯数    | 人口    |
| -------- | --------- | ------- |
| 安行藤八 | 1,183世帯 | 2,857人 |

## 小・中学校の学区
市立小・中学校に通う場合、学区（校区）は以下の通りとなる。
| 番地       | 小学校               | 中学校               |
| ---------- | -------------------- | -------------------- |
| 1〜871番地 | 川口市立安行東小学校 | 川口市立安行東中学校 |

## 交通
地区内に鉄道は敷設されていない。埼玉高速鉄道戸塚安行駅から最寄り駅となっている。

## 道路
- 埼玉県道161号越谷川口線

## 公園・緑地
- 安行藤八公園
- 安行藤八西公園
- 安行向陽台公園
- 安行藤八団地緑道遊水地広場
- 安行みどり台公園
- 安行みどり台第2公園
- 安行みどり台第3公園
- 安行若葉台公園
- 安行若葉台東公園
- 安行若葉台西公園

## 施設
- 安行藤八町会会館
- 東京ガス 安行ガバナステーション - ガス供給施設
- 青木信用金庫 安行支店